# 제2차 트리폴리 항구 전투
트리폴리 항구 전투(Battle of Tripoli Harbor)는 제1차 바르바리 전쟁 초기에 단행된 미국 해군의 전투이다. 오스만 제국의 준독립 상태의 독립 주 트리폴리의 거점 도시인 트리폴리에 대한 해상 봉쇄에 따라 발생한 전투이다. 해상 봉쇄는 전쟁이 시작될 때부터 시작되었지만, 특히 ‘트리폴리 항구 전투’라고 불리는 것은 1803년 10월 3일에 미국 해군의 에드워드 프레블이 파견 함대 사령관에 취임하여 1804년 9월 10일에 새뮤얼 배론으로 바뀔 때까지 미국 해군의 활동이 활발해진 기간을 가리키기도 한다.

## 배경
1801년 5월 14일, 트리폴리의 파샤였던 유샤프 카라만리가 트리폴리 미국 영사관의 성조기를 깃대에서 잘라내는 폭거를 저질렀기 때문에, 국기에 대한 공식적인 모욕이라고 여긴 미국 사이에 긴장이 고조되었다.
이런 가운데, 6월 1일, 미국 해군의 리처드 데일이 이끄는 프레지던트, 필라델피아, 섹스 및 엔터프라이즈로 구성된 함대가 지브롤터에 도착했다.
6월 10일, 트리폴리 측이 미국에 개전을 통보했기 때문에 공식적으로 전쟁 상태에 돌입했다.
이때 파견된 미국 해군 함대는 트리폴리 측이 약 25000명의 병력과 24척의 전투함을 보유하고 있기 때문에 정면 공격을 하지 않고, 멀리서 포위에 트리폴리에 대한 해상 봉쇄를 실시하면서 지중해를 통해 미국 선적의 상선을 호위하고 있었다.
8월 1일, 미국 해군의 엔터프라이즈와 트리폴리 쪽 폴라카 사이의 첫 전투가 발생했고, 이 때 미국 해군이 일방적으로 공격해 트리폴리 쪽 폴라카를 불능으로 몰아, 무장 해제를 시켰다.
1803년 에드워드 프레블 함장이 미국 지중해 전대의 사령관이 되었다. 그해 10월 경, 프레블은 트리폴리 항구의 봉쇄를 시작했다. 최초의 중요한 봉쇄 작전은 10월 31일 필라델피아 호가 해도에도 없는 산호초를 돌아왔을 때 시작되었으며, 트리폴리 해군은 그 배와 선원들을 나포하고, 윌리엄 베인브리지도 같이 포로로 잡혔다. 필라댈피아 호는 포대로 항구에 정박을 했다.
미국 해군의 소규모 파견 분대가 나포한 트리폴리 케치를 인트리피드 호(USS Intrepid)로 개명하여 사용하였고, 스티븐 디케이터 중위가 함장을 맡았다. 1804년 2월 16일 저녁, 그들은 필라델피아 호에 탑승한 경계병들을 따돌리고, 그 배에 수영으로 접근하였다. 디케이터의 병사들은 그 배를 기습해서 경계를 서고 있던 트리폴리 수군들을 처치했다. 대담한 기습을 마무리하기 위해, 디케이터의 무리는 필라델피아 호를 불태워서 적들이 사용하지 못하게 만들었다. 디케이터의 용감한 작전으로 그는 미국 독립 전쟁 이후 미국 최고의 영웅으로 부상했다. 작전과 용맹의 귀재라고 알려진 영국군 장군 허레이쇼 넬슨은 이 작전을 “그 시대의 가장 대담하고, 대담한 작전”이라고 평했다고 알려져 있다. 심지어 교황 피우스 7세도 “비록 일천하기는 해도, 미국은 유럽의 어떤 나라가 했던 것보다 훨씬 더 반기독교 야만인들을 겸손하게 했다”고 언급했다.

## 전투
상중위 리처드 소머스가 이끄는 화선 인트리피드 호에 의한 대담하지만, 성공적이는 못했던 기습 등을 포함하여 결정타를 입히지 못한 여러 번의 전투 속에서 1804년 7월 14일 프레블은 트리폴리를 대담하게 기습했다. 인트리피드 호는 폭발물을 잔뜩 싣고 트리폴리 항구로 들어가서 적 함대와 함께 자폭할 계획이었다. 그러나 목표물에 도달하기도 전에 적들의 대포 공격으로 파괴되었으며, 소머스와 승무원도 함께 폭사했다.
트리폴리 항구를 무대로 한 작전은 새뮤얼 배론 함장이 지중해 전대의 새로운 사령관이 될 때까지 별 신통하지가 않았다. 따라서 윌리엄 이튼의 데르나 습격을 지원하는데 집중했다. 그리고 이 작전은 승공을 거두었다.

## 유명 참전인사
스티븐 디케이터, 윌리엄 베인브리지, 찰스 스튜어트, 아이작 헐, 데이비드 포터, 루벤 제임스, 그리고 에드워드 프레블 같은 초기 미국 해군의 여러 영웅들들이 해안 봉쇄에 참여를 했다. 이들을 집단적으로 일컬어 《프레블의 소년들》(Preble's Boys)이라고 하며, 이들 장교 중 상당수가 다가오는 1812년 전쟁에서 빼어난 활약을 펼치게 된다.